# Fuerte del Rey
Fuerte del Rey is een gemeente in de Spaanse provincie Jaén in de regio Andalusië met een oppervlakte van 35 km². Fuerte del Rey telt 1.399 inwoners (1 januari 2016).